# Ситник Артем Михайлович
Артем Михайлович Ситник (? — ?) — радянський діяч, старший машиніст паровозного депо «Схід» станції Дебальцеве Сталінської (Донецької) області. Депутат Верховної Ради СРСР 4-го скликання.

## Життєпис
Член ВКП(б).
До 1941 року — машиніст паровозного депо «Схід» станції Дебальцеве Північно-Донецької залізниці Сталінської (Донецької) області. 
Під час німецько-радянської війни — старший машиніст паровозної колони. 
На 1954 рік — старший машиніст паровозного депо «Схід» станції Дебальцеве Сталінської (Донецької) області.

## Нагороди
- орден «Знак Пошани» (23.11.1939)
- орден Вітчизняної війни ІІ ст.
- медалі